# Гюрза
Гюрза (Macrovipera lebetina) — вид отруйних змій з роду велетенських гадюк родини гадюкові. Має 6 підвидів. Інша назва — «левантійська гадюка».

## Опис
Загальна довжина досягає 2 м й ваги до 3 кг. Втім зазвичай дрібніше — до 160 см. Голова дуже велика, широка, морда округла, зіниці вертикальні. Верхня поверхня голови вкрита ребристою лускою, лише лусочки кінчика морди без реберець. Надочноямкових щитків немає. Навколо середини тулуба є 23—27 рядків луски. Черевних щитків — 126—181, підхвостових — 33—53 пари. Анальний щиток не розділений.
Забарвлення верхньої сторони тулуба сірувато-коричневе. Малюнок коливається у різних підвидів. Відомі екземпляри майже чорного та коричневого кольору без малюнка. У деяких підвидів уздовж тіла проходить рядок поперечно витягнутих темно-бурих смуг, а уздовж боків — дрібніші темні плями. Черево світле, у дрібних темних цятках.

## Поширення
Мешкає в Західній, Середній та Південній Азії до Північно-Західної Індії, а також на островах Середземного моря. 

## Спосіб життя
Полюбляє пустельні та гірсько-степові біотопи, зокрема сухі передгір'я, схили гір, порослі чагарником, кам'янисті ущелини з невеликими струмками й джерелами, фісташкові редколісся. З'являється на околицях міст, наприклад, в районах міських звалищ, багатих щурами, у садах та парках. Зустрічається на висоті до 2500 м над рівнем моря.
Навесні веде денний спосіб життя, а у літню спеку активність набуває змішаного характеру — стає активною вранці та ввечері, а також у сутінках й в першу половину ночі. У травні з настанням спекотних днів відбуваються переміщення гюрзи зі схилів гір униз до джерел й вологих місць. У цей же час скупчення змій розосереджуються, і кожна змія займає свою мисливську ділянку.
У жовтні спостерігається концентрація гюрзи біля місць зимівлі, у листопаді змії йдуть у зимувальні хованки. Найчастіше для зимівлі використовує глибокі тріщини й печери на крутих схилах та у скелястих каньйонах або порожнечах, промоїни у глинястих урвищах та ярах. Середня тривалість зимівлі становить 130—150 днів. Вихід із зимівлі розтягнутий з березня до середини квітня. Першими з зимівлі виходять самці, коли температура повітря прогрівається не менше ніж до 10 °C, а приблизно через тиждень після них виходять самки. Близько двох тижнів змії тримаються групами поблизу місць зимівлі.
Гюрза — дуже небезпечна отруйна змія, після її укусу домашні тварини та люди тяжко хворіють й нерідко гинуть. Отрута різко вираженого гемолітичного дії (впливає на кров і кровотворні органи). Гюрза є основним «постачальником» отрути, від неї отримують отруту для потреб фармакології й медицини.
Доросла гюрза живиться дрібними ссавцями, переважно гризунами, рідше живиться ящірками та зміями. Іноді пташенятами. Новонароджені зрідка поїдають комах.
Це яйцекладна змія. Період парування сильно розтягнутий — з квітня до початку червня. Відкладання яєць триває з кінця червня до кінця серпня. Самки відкладають від 8 до 25 яєць, але відомі й більші кладки — до 43 яєць. Інкубаційний період триває від 25 до 50 діб. Новонароджені особини мають довжину 25-28 см.

## Систематика
Станом на 2024 рік описано 6 підвидів:
- Macrovipera lebetina lebetina
- Macrovipera lebetina cernovi
- Macrovipera lebetina obtusa
- Macrovipera lebetina schweizeri
- Macrovipera lebetina tranmediterranea
- Macrovipera lebetina turanica